# Tatyana Talysheva
Tatyana Talysheva née le 15 octobre 1937, est une ancienne athlète d'URSS, spécialiste du saut en longueur.
Aux Jeux olympiques d'été de 1968 à Mexico, elle a remporté le bronze. 

## Palmarès

### Jeux olympiques d'été
- Jeux olympiques d'été de 1968 à Mexico ( Mexique)
  - 8e sur 80 m haies
  -  Médaille de bronze au saut en longueur

### Championnats d'Europe d'athlétisme en salle
- Championnats d'Europe d'athlétisme en salle de 1967 à Prague ( Tchécoslovaquie)
  - 4e au saut en longueur
- Championnats d'Europe d'athlétisme en salle de 1968 à Madrid ( Espagne)
  - non classée saut en longueur